# TerraLib
TerraLib ist eine Open-Source-Programmbibliothek mit Funktionen eines Geoinformationssystems. Die Bibliothek wurde in C++ geschrieben und besitzt Programmierschnittstellen zu Java und Visual Basic. Ein Zusammenschluss mehrerer öffentlicher Einrichtungen aus Brasilien hat TerraLib entwickelt. Motivation war es ein Geoinformationssystem zu haben, das auf die Bedürfnisse von Umwelt- und sozioökonomische Daten ausgerichtet ist, gut mit großen Datenmengen zurechtkommt und sich leicht eigenständig erweitern lässt, um neue Forschungsmethoden implementieren zu können.
Ein wesentliches Ziel liegt in der Verarbeitung großer räumlicher und raumzeitlicher Datenmengen. Daher werden vergleichsweise viele Datenbanken unterstützt. PostgreSQL mit der räumlichen Komponente PostGIS, die Oracle-Datenbank (insbesondere Oracle Spatial and Graph), MySQL, Firebird und der Microsoft SQL Server können angebunden werden. Innerhalb der TerraLib-Architektur werden die Daten verarbeitet und im Cache gespeichert um die Zeit des Renderns von Landkarten zu verkürzen. So können Benutzer schneller und ruckelfrei durch visualisierte Geodaten navigieren. Das Datenmodell ist ab Version 4 mit den OGC-Standards kompatibel.
TerraLib unterstützt dynamisches Modellieren in verallgemeinerten Zellräumen, hat einen Schnittstelle zur statistischen Programmiersprache R und kann auch mit Bilddateien umgehen. Es sind zahlreiche Modelle für räumliche Daten implementiert.
Aufbauend auf TerraLib hat das brasilianische Instituto Nacional de Pesquisas Espaciais das GIS TerraView entwickelt.